# Нянька (фільм, 2017)
«Нянька» (англ. The Babysitter) — американська підліткова чорна комедія слешер 2017 року, знята режисером МакДжі. У головних ролях знялися Самара Вівінг, Джуда Льюїс, Гана Мей Лі, Роббі Амелл і Белла Торн. Фільм розповідає про самотнього 12-річного хлопчика (Льюїс), який дізнається, що його няня (Вівінг) є частиною сатанинського культу, який хоче його вбити. Фільм вийшов на Netflix 13 жовтня 2017 року та отримав переважно позитивні відгуки від критиків. 2020 року вийшло продовження «Нянька: Королева убивць».

## Сюжет
Студент-підліток Коул піддається знущанням з боку сусіда Джеремі, але його няня Бі, яка є однією з двох його друзів, заступається за нього та відлякує Джеремі. Наступного дня, коли його батьки їдуть на ніч у готель, Бі та Коул проводять час разом, поки йому не доведеться йти спати. Бі пропонує йому випити алкоголь і він виливає його, коли вона не дивиться.
СМС від сусідки та іншої подруги Мелані підбадьорює Коула піти подивитися, що робить Бі після того, як він лягає спати. Він бачить, як Бі та кілька її шкільних друзів (Макс, Джон, Еллісон, Соня та Семюел) грають у гру правда або дія, перероблену під гру «крути пляшку». Однак, коли Бі поцілувала Семюела, вона дістала з-за спини два кинджали й встромила їх в його череп. Інші учасники гри зібрали кров Семюела. Коул втік до своєї кімнати і телефонує до 911. Він удає, що спить, коли Бі та члени культу входять до його кімнати, щоб взяти трохи його крові.
Бі та її культ кажуть Коулу, що їм потрібна його кров для наукового проєкту. Коли прибувають двоє поліціянтів, Макс вбиває одного з них кочергою, але інший коп випадково стріляє Еллісон у груди, перш ніж Бі перерізає йому горло. Поки Еллісон плаче від болю, Коул втікає вгору сходами; Джон переслідує його, але Коул штовхає його через поруччя і Джон падає на трофей, який пронизує йому шию.
Коул тікає через вікно своєї спальні та ховається в коридорі під своїм будинком. Попри те, що Соня знаходить його, він спалює її спреєм від жуків. Макс зустрічає Коула і хвалить його за винахідливість. Потім Макс чує, як хуліган кидає яйцями в будинок Коула. Макс підбурює Коула відстояти себе, але хуліган б'є Коула по обличчю. Потім Макс женеться за Коулом до будиночка на дереві; Макс гине, коли падає, і повисає на гойдалці. Коул тікає до будинку Мелані, але Бі слідує за ним. Ховаючись у кімнаті, Коул просить вибачення у Мелані за те, що втягнув її в цю ситуацію, і запевняє її, що подбає про все. Він просить Мелані викликати поліцію, потім вона цілує Коула і він йде.
Коул повертається до свого будинку і бачить, що докази нічних подій прибрані. Він також знаходить Еллісон, яка вдає з себе мертву, але перш ніж вона встигає вдарити Коула кухонним ножем, Бі вбиває її з рушниці поліціянта. Бі пояснює Коулу, що вона колись була невпевненою, як і він, доки не уклала угоду з Дияволом, щоб отримати все, що вона хоче, приносячи в жертву невинних людей і проливаючи їхню кров на старовинну книгу, декламуючи її вірші. Відтоді вона мандрує з міста в місто, полюючи на таких хлопців, як він. Вона пропонує дозволити йому приєднатися до її культу, але Коул відмовляється і спалює книгу заклинань. Він поспішає до дому Мелані, щоб забрати машину її тата, і заїжджає на ній до свого будинку, поки Бі відволікається на палаючу книгу. Врізавшись у неї автомобілем, вони востаннє емоційно прощаються, а потім Коул вилазить з руїн і залишає її помирати. Коли прибувають поліція та бригада швидкої допомоги, Коул каже батькам, що йому більше не потрібна нянька.

## Акторський склад
| Актор           | Роль          |
| --------------- | ------------- |
| Джуда Льюїс     | Коул Джонсон  |
| Самара Вівінг   | Бі            |
| Гана Мей Лі     | Соня          |
| Роббі Амелл     | Макс          |
| Белла Торн      | Елісон        |
| Ендрю Бачелор   | Джон          |
| Емілі Елін Лінд | Мелані Сайрус |
| Леслі Бібб      | Філіс Джонсон |
| Кен Маріно      | Арчі Джонсон  |
| Кріс Вайлд      | Хуан Сайрус   |